# جزيرة هيماي

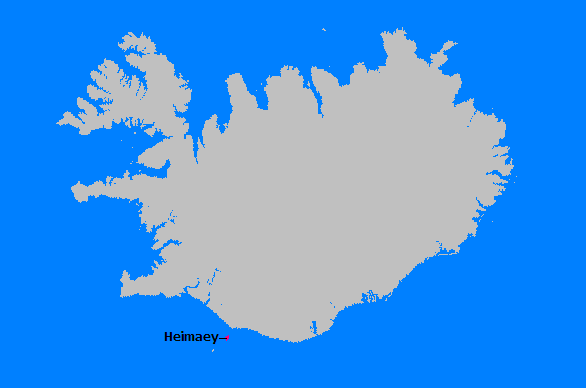
موقع جزيرة هيماي في جمهورية أيسلندا

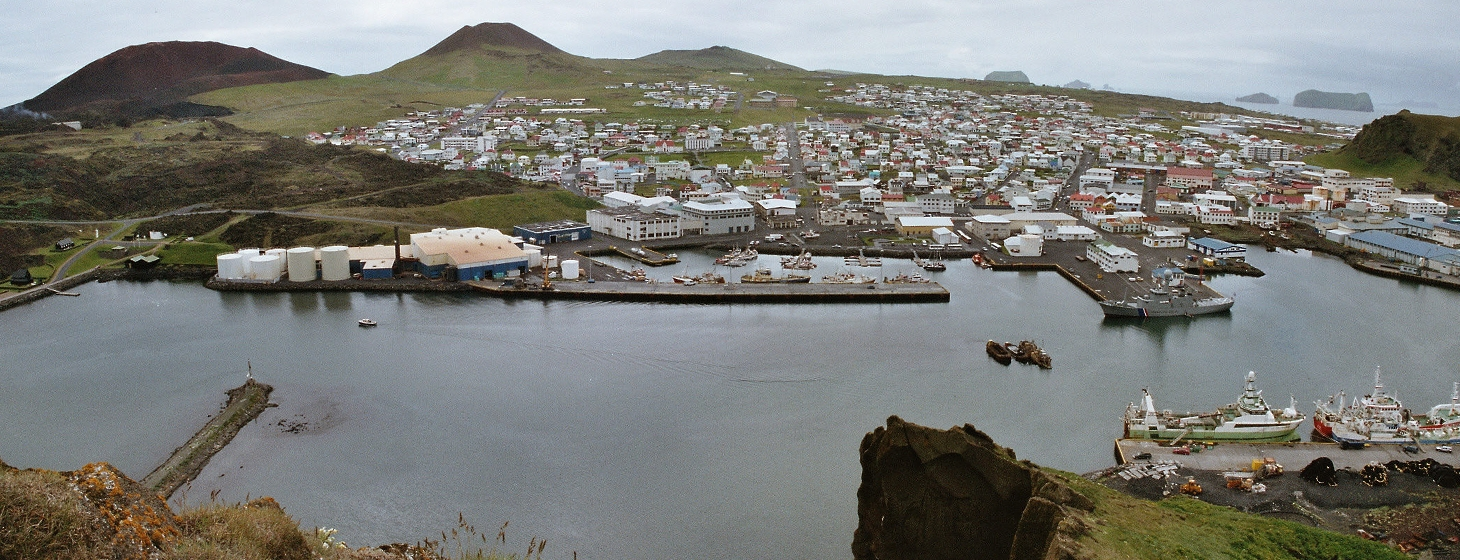
صورة لمرفأ جزيرة هيماي في حزيران / يونيو من سنة 2005 من جهة الجنوب

جزيرة هيماي (بالإنجليزية: Heimaey)‏ وهي إحدى جزر جمهورية أيسلندا حيث يوجد بها بركان إلدفيل تقع جزيرة هيماي على بعد 7.4 كلم جنوب الساجل الأيسلندي وتبلغ مساحة الجزيرة حوالي 13.4 كيلومتر مربع ( 5.2 ميل مربع ) . يبلغ عدد سكان جزيرة هيماي حوالي 4086 نسمة حسب إحصائيات يناير من سنة 2009 .

## أعلام
- أرنا سيف بالسدوتير